# Hesperomiza dusa
Hesperomiza dusa là một loài bướm đêm trong họ Geometridae.